# Pickens 200 1967
Pickens 200 1967 var ett stockcarlopp ingående i Nascar Grand National Series (nuvarande Nascar Cup Series) som kördes 24 juni 1967 på den 0,5 mile (804,672 meter) långa ovalbanan Greenville-Pickens Speedway i Easley, strax väster om Greenville i South Carolina. Totalt avverkades 100 miles (160,934 km) fördelat på 200 varv. Banunderlaget var dirt. Loppet vanns av Richard Petty i en Plymouth på tiden 1:37.07 körande för Petty Enterprises. Det var Pettys 60:e vinst av totalt 200 i karriären. Prispotten uppgick till 4 640 dollar, varav 1 000 dollar gick till segraren.

## Resultat
| Plc     | Nr | Förare          | Team/ bilägare           | Konstruktör | Start | Varv | Ledda varv |
| ------- | -- | --------------- | ------------------------ | ----------- | ----- | ---- | ---------- |
| 1       | 43 | Richard Petty   | Petty Enterprises        | Plymouth    | 1     | 200  | 2          |
| 2       | 29 | Dick Hutcherson | Bondy Long               | Ford        | 3     | 200  | 130        |
| 3       | 64 | Elmo Langley    | Langley-Woodfield Racing | Ford        | 7     | 195  | i.u.       |
| 4       | 20 | Clyde Lynn      | Negre Racing             | Ford        | 11    | 192  | i.u.       |
| 5       | 02 | Doug Cooper     | Bob Cooper               | Chevrolet   | 6     | 191  | i.u.       |
| 6       | 91 | Neil Castles    | Neil Castles             | Plymouth    | 8     | 186  | i.u.       |
| 7       | 32 | Larry Miller    | Larry Miller             | Plymouth    | 18    | 179  | i.u.       |
| 8       | 4  | John Sears      | DeWitt Racing            | Ford        | 4     | 178  | i.u.       |
| 9       | 75 | Jimmy Helms     | Gene Black               | Ford        | 12    | 177  | i.u.       |
| 10      | 49 | G.C. Spencer    | GC Spencer Racing        | Plymouth    | 5     | 165  | i.u.       |
| 11      | 31 | Bill Ervin      | Ralph Murphy             | Ford        | 15    | 158  | i.u.       |
| 12      | 57 | George Poulos   | George Poulos            | Plymouth    | 20    | 152  | i.u.       |
| 13      | 8  | Ed Negre        | Negre Racing             | Ford        | 13    | 139  | i.u.       |
| 14      | 35 | Max Ledbetter   | Ken Carpenter            | Oldsmobile  | 17    | 123  | i.u.       |
| 15      | 97 | Henley Gray     | Gray Racing              | Ford        | 9     | 108  | i.u.       |
| 16      | 45 | Bill Seifert    | Seifert Racing           | Ford        | 10    | 62   | i.u.       |
| 17      | 94 | Don Biederman   | Ron Stotten              | Chevrolet   | 19    | 28   | i.u.       |
| 18      | 16 | Paul Dean Holt  | Dennis Holt              | Ford        | 16    | 26   | i.u.       |
| 19      | 88 | Ken Rice        | Buck Baker Racing        | Oldsmobile  | 21    | 2    | i.u.       |
| 20      | 14 | Jim Paschal     | Tom Friedkin             | Plymouth    | 2     | 1    | i.u.       |
| 21      | 34 | Wendell Scott   | Scott Racing             | Ford        | 14    | 1    | i.u.       |
| Källor: |    |                 |                          |             |       |      |            |